# Domenico Locatelli
Domenico Locatelli (Lecce, 25 novembre 1903 – Lecce, 14 giugno 2013) è stato un calciatore italiano, di ruolo attaccante.

## Carriera
Dopo gli esordi nello Sporting Club Lecce, con cui disputa 8 partite nella stagione 1922-1923, milita tra le file del Football Club Liberty di Bari nelle stagioni 1925-1926 e 1926-1927 di Prima Divisione, in cui partecipa a 16 gare e mette a segno un goal.
Nel 1927 passa al Lecce, la formazione della città natale in cui gioca un campionato di Seconda Divisione, uno di Prima Divisione e tre campionati di Serie B.
Durante il trascorso nel Lecce realizza la rete con cui, nel girone di andata della Serie B 1929-1930 i salentini, in casa, battono per la prima volta il Bari nel derby (1-0).

## Statistiche

### Presenze e reti nei club
| Stagione        | Club            | Campionato      | Campionato | Campionato |
| Stagione        | Club            | Comp            | Pres       | Reti       |
| --------------- | --------------- | --------------- | ---------- | ---------- |
| 1922-1923       | SC Lecce        | 1D              | 8          | 0          |
| 1925-1926       | Liberty         | 1D              | 8          | 1          |
| 1926-1927       | Liberty         | 1D              | 8          | 0          |
| 1927-1928       | Lecce           | 2D              | 11         | 5          |
| 1928-1929       | Lecce           | 1D              | 14         | 14         |
| 1929-1930       | Lecce           | B               | 29         | 6          |
| 1930-1931       | Lecce           | B               | 13         | 1          |
| 1931-1932       | Lecce           | B               | 19         | 2          |
| Totale carriera | Totale carriera | Totale carriera | 102        | 29         |